# Rosnice (Karlovy Vary)
Rosnice (německy Roßnitz) jsou místní částí města Karlovy Vary. Prochází jimi silnice do Čankova. Ve vsi na náměstíčku u autobusové zastávky Rosnice se nachází místní hospoda a bývalá kašna. Uprostřed katastrálního území se nachází starý zatopený uhelný důl jako pozůstatek historické těžby. Vsí neprotéká žádná řeka, jen místní bezejmenná vodoteč ze zatopeného dolu, pokračující do Staré Role.

## Přírodní poměry
Rosnice se nachází v prostoru severozápadního okraje města Karlovy Vary, asi jeden kilometr od Staré Role. Okolí tvoří mírně svažité kopce a zemědělské plochy.

## Obyvatelstvo
Při sčítání lidu v roce 1921 ve vsi žilo 357 obyvatel (z toho 163 mužů), z nichž byl jeden Čechoslovák, 359 Němců a tři cizinci. Všichni se hlásili k římskokatolické církvi. Podle sčítání lidu z roku 1930 měla vesnice 434 obyvatel: dva Čechoslováky, 420 Němců a dvanáct cizinců. Kromě jednoho evangelíka a 27 lidí bez vyznání byli římskými katolíky.